# Алкан Бордер (Аљаска)
Алкан Бордер (енгл. Alcan Border) насељено је место без административног статуса у америчкој савезној држави Аљаска.

## Демографија
По попису из 2010. године број становника је 33, што је 12 (57,1%) становника више него 2000. године.
| Група             | 2000.      | 2010.      |
| Белци             | 13 (61,9%) | 30 (90,9%) |
| Афроамериканци    | 0 (0,0%)   | 0 (0,0%)   |
| Азијати           | 1 (4,8%)   | 0 (0,0%)   |
| Хиспаноамериканци | 2 (9,5%)   | 3 (9,1%)   |
| Укупно            | 21         | 33         |